# أمين السنيني
أمين علي السنيني ، رياضيّ، إداريّ. ولد عام في يناير 1965م ونشأ في مدينة صنعاء. درس مراحل التعليم النّظاميّ، ثم التحق بجامعة صنعاء، فحصل عام 1404هـ/1984م على بكالوريوس في التجارة. عيّن عام 1405هـ/1985م موظّفًا في مكتب الطّيران اليمني، وتدرّج في عمله الوظيفي حتى أصبح مدير مبيعات.
وفي المجال الرياضي بدأ حياته عام 1400هـ/1980م حارسًا لمرمى فريق (الزُّهرة) أحد أندية العاصمة صنعاء، ثم اختير حارسًا للمنتخب اليمني، ثم أعلن اعتزاله، وعيّن مدرّبًا لنادي الزّهرة، ثم مدرّبًا لنادي الوحدة، ثم مساعداً لمدرب المنتخب اليمني. وفي عام 1417هـ/1997م عيّن مدرّبًا للمنتخب اليمني، ثم مدرّبًا لمنتخب الناشئين، ثم مدرّبًا لمنتخب الشباب.
له العديد من المشاركات الرّياضيّة الدوليّة: لاعبًا ومدرّبًا، وقد حصل على وسام رئيس الجمهورية، كما حصل على شهادة تقدير من رئيس الجمهورية في مهرجان اعتزاله.

## الإنجازات
أهلي صنعاء
- الدوري اليمني: 6

1980-1981، 1982-1983، 1983-1984، 1987-1988، 1991-1992، 1993-1994

### مدرب

#### منتخب اليمن
- اليمن تحت 17 سنة
  - كأس العالم لكرة القدم تحت 17 سنة
    - دور المجموعات: 2003

  - بطولة آسيا لكرة القدم للناشئين تحت 16 سنة
    - الوصيف: 2002

## وصلات خارجية
- أمين السنيني على موقع الاتحاد الدولي (مؤرشف)  (الإنجليزية)
- أمين السنيني على موقع ناشيونال فوتبول تيمز (الإنجليزية)

1. ↑  "معلومات عن أمين السنيني على موقع national-football-teams.com". national-football-teams.com. مؤرشف من الأصل في 2016-10-06.
2. ↑  "معلومات عن أمين السنيني على موقع static.fifa.com". static.fifa.com. مؤرشف من الأصل في 2020-05-06.

أمين علي السنيني. موسوعة المحيط. اطلع عليه بتاريخ 2018/3/7م.